# Pártosfalva
Pártosfalva (korábban Prosznyákfa, szlovénül: Prosenjakovci) falu Szlovéniában, Muravidéken, Pomurska régióban. Közigazgatásilag Alsómaráchoz tartozik.

## Fekvése
Muraszombattól 16 kilométerre északkeletre, a Rátka-patak partján, közvetlenül a magyar határ mellett fekszik. Északkeleti szomszédja a már Magyarországhoz tartozó Magyarszombatfa, a két település között határátkelőhely található; ennek magyar oldalán indul a 7451-es út, amely innen egészen a 8-as főút csákánydoroszlói szakaszáig húzódik.

## Története
A település első írásos említése 1448-ban "Proznyofolua" alakban történt. 1455-ben "Proznyakfalua" néven említik. Köznemesek birtoka volt.
Prosznyákfalvai és Szentbenedeki Prosznyák-család ősi fészke. Varjú Elemér közlése, hogy a családnak, mely többek között Prosznyákfalván is birtokos volt, 1455-ben elhalt György nevű utóda kezdte használni a Prosznyákfalvi Prosznyák nevet. A család még a 17. század közepén is a vagyonosabb családok közé tartozott, de azután vagyonilag állandóan hanyatlott egészen a 19. század elejéig.
Az 1800-as évek elején a falu legjelentősebb birtokosa már a Hertelendy család. A faluban álló kastély építése valószínűleg e családhoz, esetleg a házasság révén velük rokonságba került Keöszeghy Antal főszolgabíró nevéhez kötődik. Keöszeghy az 1830-as-40-es években Prosznyákfán élt. A birtokot később Nádasdy Lipót szerezte meg, majd több tulajdonosváltás után 1900-ban a Matzenau grófi családé lett.
Vályi András szerint „ PROSZNÁKFA. Vas Vármegyében, földes Urai Hertelendi, és több Uraságok, lakosai katolikusok leginkább, fekszik Kancsóczhoz nem meszsze, mellynek filiája, határjában ámbár meglehetős javai vannak; de mivel földgye sovány, harmadik osztálybéli.”
Fényes Elek szerint „ Prosnyákfa, vindus falu, Vas vmegyében, 179 evang., 74 kath. lak. F. u. többen.”
Az 1852-es Schematismus szerint Prosznyákfa magyar település, lakói közül 62 fő katolikus, 144 evangélikus, 18 református.
Vas vármegye monográfiája szerint „ Prosznyákfa, 82 házzal és 393 r. kath., ág. ev. és ev. ref. vallású, magyar lakossal. Postája helyben van, távírója Csákány. Lakosai köznemesek. Itt van a körjegyzőség székhelye és egy a 40-es években épűlt kisebb kastély. A XIII. században a Prosznyák-család volt földesura.”
1910-ben 438, többségben magyar lakosa volt, 11%-os szlovén kisebbséggel. A trianoni békeszerződésig Vas vármegye Muraszombati járásához tartozott, 1919-ben átmenetileg a de facto Mura Köztársaság része lett. Még ebben az évben a Szerb–Horvát–Szlovén Királysághoz csatolták, ami 1929-től Jugoszlávia nevet vette fel. 1941-ben átmeneti időre ismét Magyarországhoz tartozott, 1945 után visszakerült jugoszláv fennhatóság alá. 1991 óta a független Szlovénia része. 2002-ben 187 lakosa volt. Két tannyelvű általános iskolájába ma mintegy száz diák jár. 2007 decemberéig, a schengeni övezethez való csatlakozásig határállomás is működött a helység közelében, ami a magyar oldalon Magyarszombatfával kötötte össze.

## Nevezetességei
- Szent József tiszteletére szentelt római katolikus kápolnája.
- Evangélikus kápolnája 1927-ben épült.
- Nagy park közepén áll a Matzenau család címerével díszített romos kastély. 1840 táján épült, az építtető vélhetőleg a Hertelendy család vagy Keöszeghy Antal főszolgabíró volt.
- A régi iskola közelében egy 1936-ban épített kút áll.
- A falu ipari műemléke a Koltay-malom.

## Híres emberek
A faluban született 1893. július 5-én Kühár Flóris bencés szerzetes, vallástörténész, író, főiskolai tanár.